# 桂花泉镇
桂花泉镇，是中华人民共和国湖北省咸寧市崇阳县下辖的一个乡镇级行政单位。

## 行政区划
桂花泉镇下辖以下地区：
官庄村、桂花村、东源村、双港村、三山村、龙飞村、仙坪村和横山村。